# Le Kremlin-Bicêtre
Le Kremlin-Bicêtre ist eine französische Gemeinde, die direkt südlich an Paris grenzt und im Département Val-de-Marne in der Region Île-de-France liegt. Sie hat 23.678 Einwohner (Stand 1. Januar 2022), die Kremlinois genannt werden. Le Kremlin-Bicêtre ist bekannt für sein Universitätskrankenhaus Centre Hospitalier Universitaire (CHU) du Kremlin-Bicêtre sowie das zuvor an demselben Standort bestehende Krankenhaus und Gefängnis Bicêtre.

## Geographie
Le Kremlin-Bicêtre ist Teil der Petite couronne, d. h. der die Hauptstadt Paris direkt umgebenden Départements und grenzt im Norden an Paris, im Westen an Gentilly, im Südwesten an Arcueil, im Süden an Villejuif und im Osten an Ivry-sur-Seine.
Das Stadtgebiet besetzt den nördlichsten Ausläufer eines Plateaus, das nach Osten hin vom Tal der hier in etwa nach Nordwesten fließenden Seine und nach Westen von demjenigen der nordwärts verlaufenden Bièvre begrenzt wird, eines Nebenflusses der Seine, der in diesem Abschnitt seit dem frühen 20. Jahrhundert verdolt ist.
Vom nördlich an die Stadt grenzenden Paris ist Le Kremlin-Bicêtre durch die Stadtautobahn Boulevard périphérique auf Höhe der Porte d’Italie getrennt. Die westliche Stadtgrenze zu Gentilly und Arcueil bildet der im Bièvretal verlaufende östliche Zweig der Autobahn A 6, die großenteils in einem Tunnel verlaufende A 6b.
Le Kremlin-Bicêtre gehört zum Arrondissement L’Haÿ-les-Roses. Bis zur Gebietsreform des Großraums Paris im Jahr 1968 gehörte die Stadt zum Département Seine. Heute liegt sie im Nordwesten des Départements Val-de-Marne.

## Geschichte
1286 erwarb Jean de Pontoise, Bischof von Winchester, einen bereits Anfang des 13. Jahrhunderts während der Regentschaft Ludwigs VIII. von Frankreich im Tal der Bièvre errichteten Hof namens La Grange-aux-Queulx und die dazugehörigen Ländereien. An der Stelle des Hofs errichtete der neue Besitzer einen Landsitz, der nach dem Bistum seines Besitzers benannt wurde, dessen Name in französisierter Form zunächst Vincestre, dann Bichestre, Bicestre und schließlich Bicêtre wurde.
Ende des 14. Jahrhunderts ließ der Herzog von Berry das zur Ruine verfallene Schloss neu aufbauen; kurz vor seinem Tod 1416 vermachte er es den Bischöfen von Notre-Dame-des-Champs. 1519 beschlagnahmte François I. das im Hundertjährigen Krieg schwer beschädigte Schloss und ließ es ab 1520 als Steinbruch ausschlachten. 1632 veranlasste Kardinal Richelieu den endgültigen Abriss mit dem Ziel, an der Stelle eine Einrichtung für Kriegsveteranen zu errichten. Das Projekt wurde nach dem Tod Richelieus und des Königs Ludwig XIII. nicht zu Ende geführt, aber die Widmung des Orts als Hospiz war damit begründet.
Nachdem 1656 Ludwig XIV. einen Erlass zur Inhaftierung von Bettlern und Landstreichern hatte herausgeben lassen und die in der Folge Verhafteten unter anderem in Bicêtre untergebracht worden waren, diente die Einrichtung fortan auch als Gefängnis. Im 17. und 18. Jahrhundert siedelten sich an der Straße nach Paris Geschäfte an.
Nach Napoleons Russlandfeldzug 1812 nahm das Hospiz zahlreiche Kriegsveteranen auf. In der Nähe öffnete ein Cabaret, dessen Besitzer dem Etablissement den Namen Au sergent du Kremlin gab, in Anspielung auf den Moskauer Kreml. Infolgedessen wurde das Viertel allmählich als Kremlin bezeichnet. Offiziell erschien der Name zum ersten Mal auf einer Generalstabskarte von 1832.
Per Gesetz vom 13. Dezember 1896 wurde Le Kremlin-Bicêtre von Gentilly abgespalten und zu einer eigenständigen Gemeinde. Zum ersten Bürgermeister der Stadt wurde 1897 Eugène Thomas (für PSR) gewählt.

## Bildung
- École pour l’informatique et les nouvelles technologies
- École pour l’informatique et les techniques avancées
- Coding Academy
- IONIS School of Technology and Management

## Persönlichkeiten
- Lucien Faucheux (1899–1980), Bahnradsportler
- Lazare Ponticelli (1897–2008), letzter französischer Veteran des Ersten Weltkrieges, verbrachte einen großen Teil seines Lebens in Le Kremlin-Bicêtre.
- Kamelancien (Kamel Jdayni Houari) (* 1978), Rapper